# Mojo (culture)

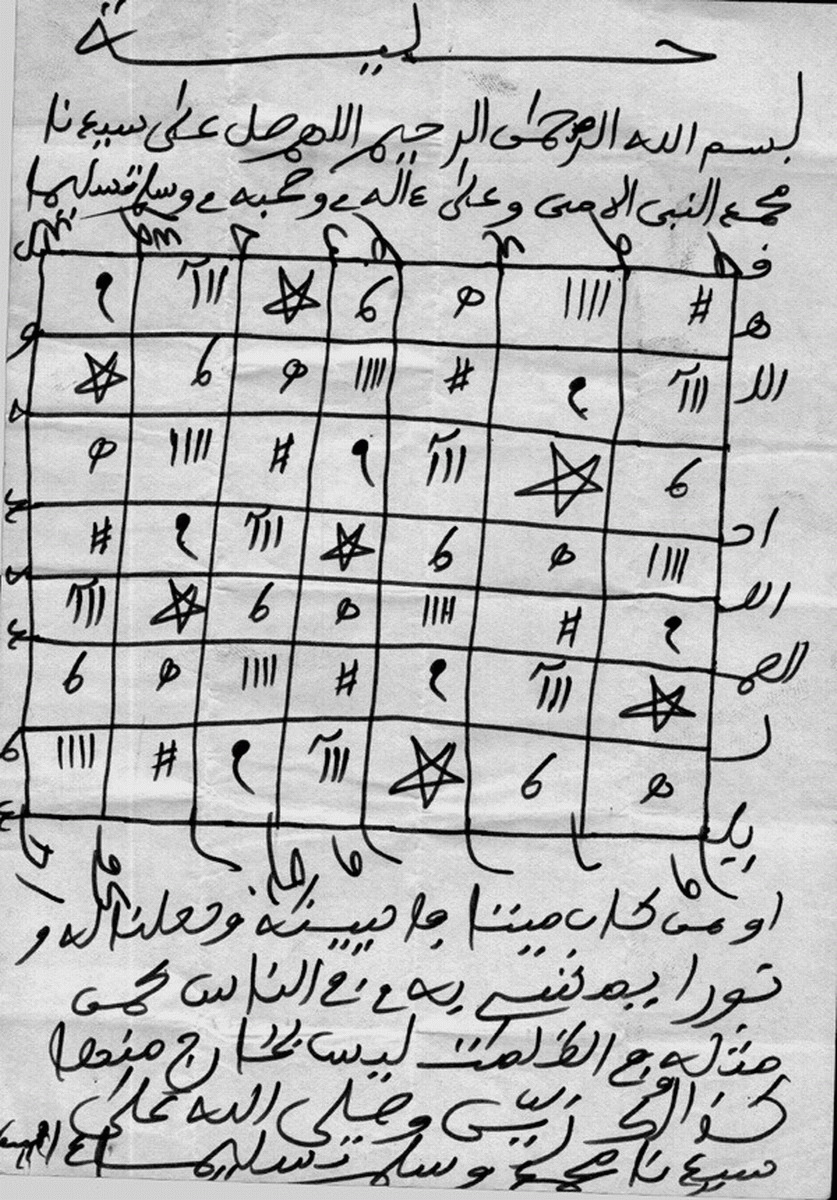
Un papier de supplique avec un verset du Coran qui a été placé dans un gris-gris (sac de mojo) fait par des esclaves musulmans aux États-Unis.

Mojo /ˈmoʊdʒoʊ/ est une amulette prenant la forme d'un sac de flanelle (ou parfois en autre matière) contenant divers objets magiques ou spirituels. C'est une prière ou un sortilège qui doit être transporté sur le corps de l'hôte. Cette croyance provient du folklore afro-américain hoodoo et a été introduite aux États-Unis et dans d’autres pays des Amériques par diverses populations d'esclaves venues de diverses régions de l’Afrique à travers plusieurs siècles.   
Selon la tradition hoodoo, la création de chaque mojo exige le savoir-faire spirituel d’un praticien spécialisé et est faite « sur mesure » pour chaque individu, en fonction de sa situation personnelle et de ses objectifs (par exemple, protection personnelle, guérison, réussite d'un projet, conjurer un sort ou attirer un amant). Le sac peut contenir des suppliques accompagnées des prières chrétiennes ou islamiques, des racines, os, plumes ou autres objets considérés comme ayant une pertinence spirituelle ou magique. 
La création d'un mojo est accompagnée de rites avec des prières, bougies et encens, pendant lesquels le mojo est nourri (avec, par exemple, de l’alcool, du parfum, de l'eau ou des fluides corporels) afin d’activer sa vie spirituelle. Après sa création, il faut l’entretenir avec de la nourriture et des prières pour le maintenir en vie.  

## Origines africaines

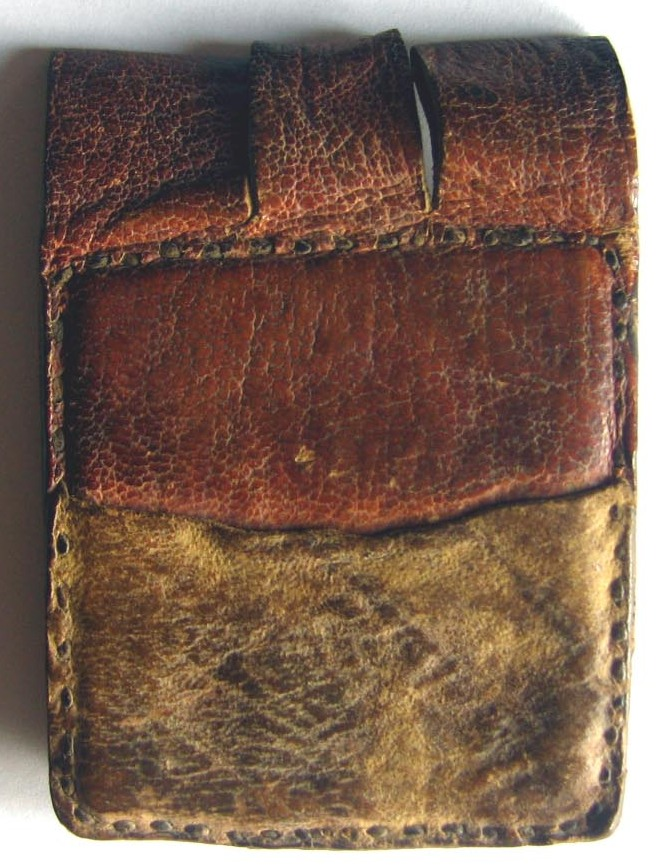
Gris-gris Tuareg du Sahel

Tous les peuples de l'Afrique centrale et occidentale ont pratiqué l'art de créer des amulettes ou sacs de conjuration, afin d'assurer protection et guérison et pour communiquer avec les esprits.  Ces pratiques sont intimement liées à la médecine traditionnelle, selon laquelle la mort, la maladie et, plus généralement, la santé, sont gouvernées par des facteurs spirituels aussi bien que naturels. Les mojos permettent de créer un lien entre le monde physique et le monde spirituel, et spécifiquement d'attirer la bénévolence de déités.    
La traite transatlantique des esclaves fit déplacer dix millions de personnes sur une période de presque quatre cents ans. L' arrivée aux États-Unis des esclaves africains est le point de départ de hoodoo et des pratiques associées, y compris le mojo. Les communautés africaines transférées contre leur volonté ont traduit leurs rites ancestraux et leurs principes théologiques dans divers environnements américains, principalement dans les États du Sud. Avec le temps, ces traditions évolueront sous l’influence de sources multiples et variées, telles que les pratiques magiques de la population blanche et la médecine indigène. Elles ont aussi intégré, à leur façon, les croyances et les rites chrétiens.   
C'est pour cela qu'il y a plusieurs pratiques de création et d’utilisation de mojo, selon les sources ancestrales africaines et la localisation des pratiquants à l'intérieur des États-Unis.   

## Culture populaire

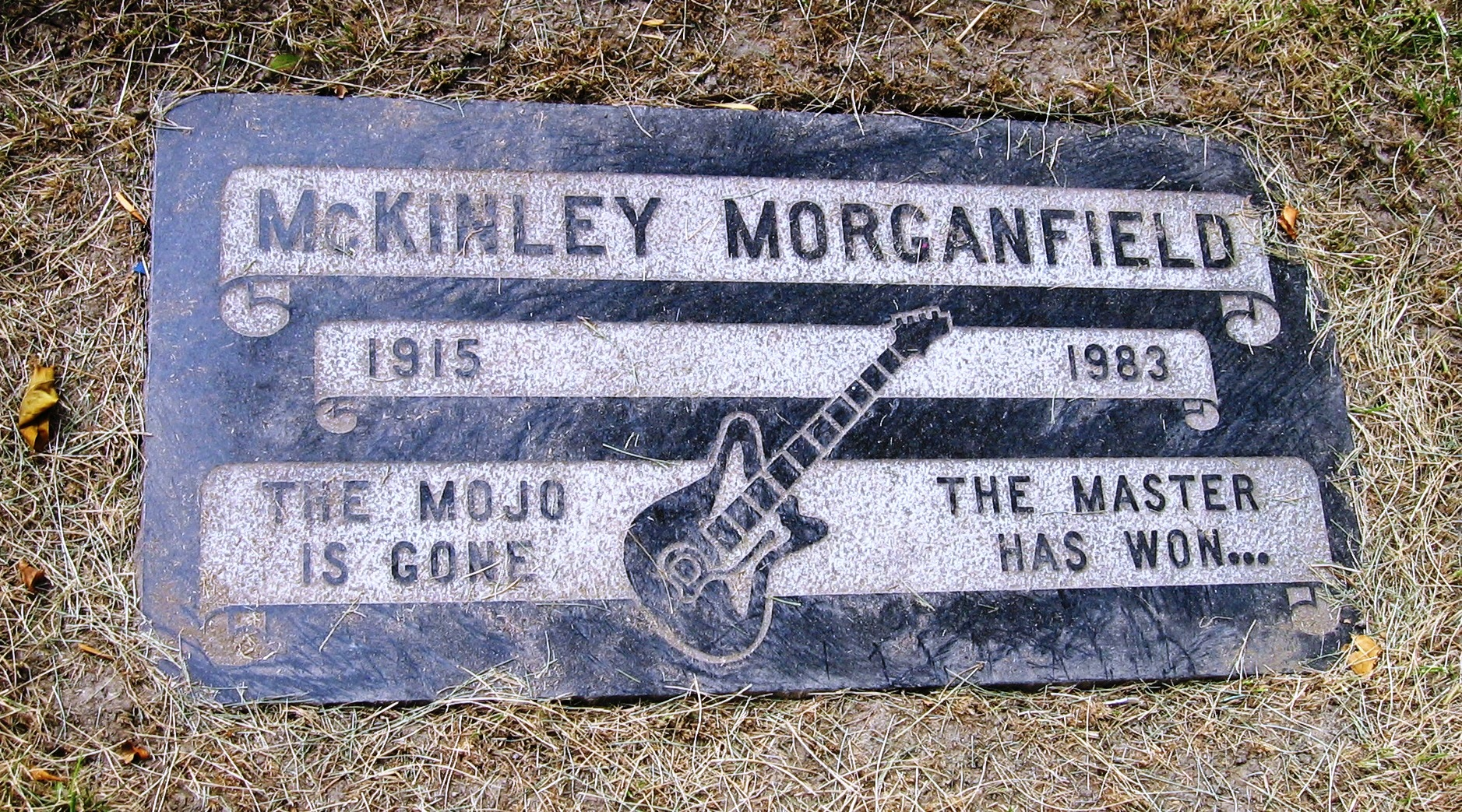
Tombe de Muddy Waters, où est inscrit son vrai nom (McKinley Morganfield) et où figure l'épitaphe : The mojo is gone. Restvale Cemetery, Westmont, Illinois, USA.

Dans la culture populaire générale, le mojo est une vague de réussite mélangée d'adresse qui accompagne un individu temporairement. On a le mojo.   
La culture populaire aux États-Unis a puisé librement dans la culture populaire afro-américaine. Ce n'est donc pas surprenant que le terme mojo soit utilisé dans les deux. À titre d'exemple :  
Muddy Waters, le blues-man noir de Chicago, cite le mojo directement dans au moins trois de ses chansons: I got my mojo working (où le narrateur se plaint du fait que son mojo ne marche pas sur sa femme-cible) et Louisiana Blues (où il parle d'un voyage à La Nouvelle-Orléans pour obtenir une mojo hand, autre terme utilisé pour décrire un mojo) et Hoochie Coochie Man (où il parle aussi de John the Conqueror root, qui est la racine de ipomoéa purga, souvent utilisée dans la fabrication d'un mojo),,. Ces chansons ont été reprises par des chanteurs noirs et blancs.   
Les paroles de la chanson L.A. Woman de The Doors contiennent la phrase « Mr. Mojo Risin' », qui est à la fois une évocation de la culture afro-américaine et une anagramme du nom Jim Morrison.
Dans le film Austin Powers 2 : L'Espion qui m'a tirée, Austin Powers remonte dans le temps pour récupérer son mojo volé. « J'ai perdu mon mojo ! ».